# Googol
O googol é o número 10100, ou seja, o dígito 1 seguido de cem zeros. Representado, consiste no seguinte: 10.000.000.000.000.000.000.000.000.000.000.000.000.000.000.000.000.000.000.000.000.000.000.000.000.000.000.000.000.000.000.000.000.000. O seu nome sistemático é dez duotrigintilhões e sua fatoração primal é {\displaystyle 2^{100}\times 5^{100}.}

## Conceito
Em 1938, o matemático Edward Kasner, da Universidade da Columbia, pediu ao seu sobrinho Milton Sirotta (1929-1981), então com nove anos, que inventasse um nome para dar a um número muito grande, mais precisamente à centésima potência do número 10, isto é, a unidade seguida de 100 zeros. Edward o apresentou em seu livro "Matemática e Imaginação".  Outros nomes para o googol incluem dez duotrigintilhões em pequena escala, dez mil sexdecilhões em longa escala ou dez sexilhões em grande escala.

## Tamanho
Um googol não tem um significado especial na matemática. No entanto, é útil quando comparado com outras quantidades muito grandes, como o número de partículas subatômicas no universo observável ou o número de jogadas hipotéticas em um jogo de xadrez. Kasner o usou para ilustrar a diferença entre um número inimaginavelmente grande e o infinito, e nessa função é usado algumas vezes no ensino da matemática. Para dar uma noção de quão grande é realmente um googol, a massa de um elétron, 10−30 kg , pode ser comparada com a massa do universo observável, estimada em entre 1050 e 1060 kg. É uma proporção da ordem de 1080 a 1090, ou apenas cerca de um décimo bilionésimo de um googol (0,00000001% de um googol).
Carl Sagan apontou que o número total de partículas elementares no universo é de cerca de 1080 (o número de Eddington) e que, se todo o universo estivesse repleto de nêutrons para que não houvesse espaço vazio em nenhum lugar, haveria cerca de 10128. Pelo cálculo de Arquimedes, o universo de Aristarco (aproximadamente 2 anos-luz de diâmetro), se totalmente cheio de areia, conteria 1063 grãos. Se o universo observável muito maior de hoje fosse preenchido com areia, ainda seria igual a 10 95 grãos. Seriam necessários outros 100.000 universos observáveis cheios de areia para criar um googol.
O decaimento de um buraco negro supermassivo de aproximadamente 1 galáxia de massa (1011 massas solares) devido à radiação Hawking levaria cerca de 10100 anos. Portanto, a morte térmica de um universo em expansão é limitada para ocorrer a partir de pelo menos um googol de seu tempo de vida.

## Propriedades
Um googol é aproximadamente 70! (fatorial de 70). Usando um sistema numérico binário integral, seriam necessários 333 bits para representar um googol, ou seja, 1 googol = 2(100/Log 10 2) ≈ 2332.19280949. No entanto, um googol está dentro dos limites máximos de um ponto flutuante de precisão dupla IEEE 754, mas sem precisão total na mantissa.
Usando aritmética modular, a série de resíduos (mod n) de um googol, começando com o mod 1, é a seguinte:
0, 0, 1, 0, 0, 4, 4, 0, 1, 0, 1, 4, 3, 4, 10, 0, 4, 10, 9, 0, 4, 12, 13, 16, 0, 16, 10, 4, 16, 10, 5, 0, 1, 4, 25, 28, 10, 28, 16, 0, 1, 4, 31, 12, 10, 36, 27, 16, 11, 0, ... (sequência A066298 no OEIS)
Essa sequência é igual à dos resíduos (mod n) de um googolplex até a 17ª posição.

## Googolplex
Um googolplex é dez elevado a um googol, ou um 1 seguido de um googol de zeros. Isto é: 10googol ou 1010.000.000.000.000.000.000.000.000.000.000.000.000.000.000.000.000.000.000.000.000.000.000.000.000.000.000.000.000.000.000.000.000.000.

## Googólgono
Googólgono é um polígono com um googol de lados ou dez duotrigintilhões de lados. Se regular, para todos os efeitos (devido ao seu ângulo de praticamente 180º), tal figura se assemelharia a um círculo.